# Lijst van heren van Westkapelle
Nadat Westkapelle in 1223 van graaf Floris IV van Holland haar stedelijke rechten kreeg, bleef Westkapelle tot 1453 een grafelijke stad. In dat jaar verkocht graaf Filips de Goede zijn rechten aan Westkapelle, samen met die van Vlissingen en Domburg aan Hendrik II van Borselen, heer van Veere. Dit betekende het einde van Westkapelle als grafelijke stad en dus zou het geen positie krijgen in de Staten van Zeeland. Reden waarom het een smalstad zou worden genoemd. Het werd een heerlijkheid wat meestal betekent dat de eigenaar van de grond het gebied in bruikleen had gegeven aan een heer. Westkapelle was een hoge heerlijkheid, de heer bezat onder andere het halsrecht, het jachtrecht en het molenrecht. In 1848 waren in Nederland verreweg de meeste heerlijke rechten afgeschaft.
Heer of vrouwe van Westkapelle waren achtereenvolgens:
| Heer / Vrouwe                                               | Periode      | Bijzonderheden |
| ----------------------------------------------------------- | ------------ | --- |
| Hendrik II van Borselen (1404 - 1474)                       | 1453 - 1474  | Verkreeg Westkapelle samen met Vlissingen en Domburg in pand in verband met een geldlening aan graaf Filips de Goede. |
| Wolfert VI van Borselen (1433 - 1486)                       | 1474 - 1486  | Lening van Filips de Goede werd niet terugbetaald, hierdoor verkreeg Wolfert Westkapelle, samen met Vlissingen en Domburg in eeuwigdurend erfleen. |
| Anna van Borselen (1471 - 1518)                             | 1487 - 1518  | |
| Adolf van Bourgondië (1498 - 1540)                          | 1518 - 1540  | |
| Maximiliaan II van Bourgondië (1514 - 1558)                 | 1540 - 1558  | In 1555 werd Veere samen met alle andere Walcherse bezittingen (en dus ook Westkapelle) van Maximiliaan verheven tot het Markizaat Veere. |
| Maximiliaan van Hénin-Liétard (1542 - 1578)                 | 1558 - 1558  | Wegens door zijn voorganger veroorzaakte schulden, besloot Maximiliaan al de van hem geërfte bezittingen te verkopen. |
| Arend van Dorp (1530 - 1600)                                | 1567 - 1567  | Was curator van het nalatenschap van Maximiliaan II van Bourgondië, dat in 1566 failliet werd verklaard. Hierna kocht hij zelf de heerlijkheid Westkapelle. |
| Willem van Oranje (1533 - 1584)                             | 1567 - 1584  | Kreeg de koop van Arend van Dorp overgedragen. |
| Maurits van Oranje (1567 - 1625)                            | 1588 - 1625  | Hoewel te erfenis van Willem van Oranje tot 1609 betwist werd tussen Maurits en zijn halfbroer Filips Willem van Oranje werd Maurits in 1588 al erkend als heer. |
| Frederik Hendrik van Oranje (1584 - 1647)                   | 1625 - 1647  | |
| Willem II van Oranje (1526 - 1650)                          | 1647 - 1648  | Bezocht Westkapelle in 1648, na zijn verkoop aan Middelburg. |
| De stad Middelburg                                          | 1648 - 1678  | Kocht Westkapelle op ingeven van Middelburgs burgemeester Hendrick Thibaut(1604 - 1667). In 1649 werd Thibaut, samen met andere Middelburgse burgemeesters Apolonius Veth en Adriaan Veth, ingehuldigd alszijnde 'Heren van Westkapelle'. |
| Martinus Veth (? - 1711)                                    | 1678 - 1711  | Kocht Westkapelle voor ƒ 80.000 van Middelburg. Had ook al aandeel in Westkapelle-Buiten, waar hij in 1679 een meerderheid zou verkrijgen. Liet naast het stadhuis aan de Zuidstraat een buitenplaats aanleggen. Kreeg hier in 1688 stadhouder en Prins Willem III van Oranje op bezoek.                                                                  |
| Martinus Johan Veth (1698 - 1755)                           | 1711 - 1755  | Verkreeg resterende delen van Westkapelle-Buiten; had nu geheel Westkapelle-stad en Westkapelle-Buiten in bezit. |
| Martinus Johan Veth van de Perre (1747 - 1802)              | 1755 - 1802  | Was vanaf 1795 wegens de, door de Bataafse Revolutie, uitgeroepen vrijheid niet meer welkom op Westkapelle. Veth Van de Perre bleef juridisch gezien echter nog wel heer. In 1800 kwam het stadsbestuur met Veth Van de Perre overeen dat deze nog steeds zijn heerlijke rechten bezitte. Verkocht in 1798 buitenplaats, met uitzondering tuinmanswoning. |
| Adriana Wilhelmina Magdalena Schorer (1787 - 1829)          | 1802 - 1829  | Was de kleindochter van de zus van Veth van de Perre |
| Hendrik Jacob Baron van Doorn van Westcapelle (1786 - 1853) | 1829 - 1853  | Huwde in 1810 met A.W.M. Schorer, waarna hij de rechten van heer waarnam en de toevoeging van Westcapelle aan zijn naam voegde. Zorgde voor de bouw van een nieuwe kerk, na het afbranden van de Sint-Willibrorduskerk in 1831. |
| Willem Frederik van Doorn van Westcapelle (1825 - 1893)     | 1853 - 1893  | Heerlijke rechten afgeschaft in 1848; Enkel nog in naam Heer van Westkapelle |
| Hendrik Jacob Baron van Doorn van Westcapelle (1855 - 1934) | 1893 - 1934  | Verkocht in 1930 de vroegere tuinmanswoning van de buitenplaats aan de Zuidstraat. |
| Anette Maria Jacoba van Doorn van Westcapelle (1887 - 1970) | 1934 - 1955  | |
| Tjalling Aedo Johan Willem Schorer (1909 - 1988)            | 1955 - 1988  | Kocht titel in 1955 van A.M.J. van Doorn van Westcapelle. Achterkleinzoon van halfbroer vrouwe A.W.M. Schorer |
| Hugo Schorer (1946)                                         | 1988 - heden | |